# Screenager (Muse)
Screenager (ook wel Razor Blades genoemd) is een nummer van de Britse band Muse en is afkomstig van hun tweede studioalbum Origin of Symmetry. Het nummer gaat over mensen die gemakkelijk kunnen omgaan met technologie, de zogenaamde screenagers. Ook gaat het nummer volgens sommigen over automutilatie.
Het drumstel werd tijdens de opname bespeeld met dierlijke botten. Muse is op dit idee gekomen door de Amerikaanse zanger Tom Waits. Rond 2001 bevatte het nummer, zoals te zien is op Hullabaloo: Live at Le Zenith, Paris, een intro uit het repertoire van Sergei Rachmaninov. 